# Isabellmusseron
Isabellmusseron (Melanoleuca grammopodia) är en svampart som först beskrevs av Pierre Bulliard (v. 1742–1793), och fick sitt nu gällande namn av William Alphonso Murrill 1914. Enligt Catalogue of Life ingår Isabellmusseron i släktet Melanoleuca,  och familjen Tricholomataceae, men enligt Dyntaxa är tillhörigheten istället släktet Melanoleuca,  och familjen Chromocyphellaceae. Arten är reproducerande i Sverige. Inga underarter finns listade i Catalogue of Life.
I den svenska databasen Dyntaxa används istället namnet Melanoleuca subbrevipes för samma taxon.  Arten är reproducerande i Sverige.